# Langside Hall

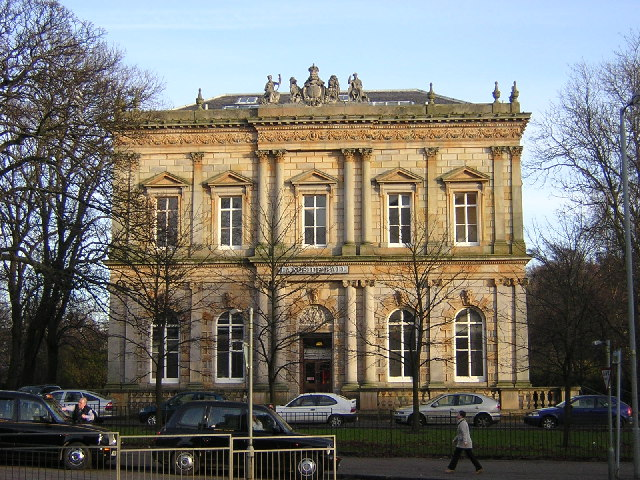
Langside Hall

Die Langside Hall ist ein ehemaliges Geschäftsgebäude in der schottischen Stadt Glasgow. 1970 wurde das Bauwerk in die schottischen Denkmallisten zunächst in der Kategorie B aufgenommen. Die Hochstufung in die höchste Denkmalkategorie A erfolgte 1989.

## Geschichte
Im Juli 1844 schrieb die National Bank of Scotland die Errichtung ihres neuen Hauptsitzes an der Queens Street im Glasgower Stadtzentrum aus. Nach der Sichtung der eingegangenen Entwürfe am 18. November 1844 wurde drei Tage später der Entwurf des britischen Architekten John Gibson ausgewählt. Am 6. Februar 1845 reichte Gibson seinen endgültigen Entwurf ein, der bis 1847 umgesetzt wurde. Zwischen 1855 und 1861 wurde das Gebäude durch James Salmon überarbeitet. Ein Entwurf zur Erweiterung von John James Burnet aus dem Jahre 1881 wurde aus Kostengründen nicht umgesetzt.
Im Jahre 1902 gab die Bank das Gebäude auf. Um Platz für einen Neubau zu schaffen, wurde das Gebäude Stein für Stein abgebaut und an seinem heutigen Standort wiederaufgebaut, um dort als Gemeindehalle Verwendung zu finden. Von städtischer Seite koordinierte Alexander Beith McDonald die Maßnahme. Während das Gebäude äußerlich weitgehend unverändert geblieben ist, gingen im Innenraum die Marmorfußböden sowie die Glaskuppel verloren.

## Beschreibung
Das Gebäude steht am Westrand des Queen’s Park an der Einmündung der Langside Avenue in die Pollokshaws Road (A77). Das Gebäude ist im Stile der italienischen Neorenaissance ausgestaltet. Die Skulpturen schuf der britische Bildhauer John Thomas. Das Mauerwerk des zweistöckigen Gebäudes ist rustiziert. Die fünf Achsen weite Hauptfassade ist ebenerdig mit ionischen, im Obergeschoss mit korinthischen Säulen gestaltet. Oberhalb der Rundbogenfenster im Erdgeschoss verlaufen Fries und Gurtgesimse.